# Reagan Mabuba
Reagan Mbo Mabuba (ur. 1 stycznia 1998) – kongijski zapaśnik walczący w obu stylach. Zajął czwarte miejsce na igrzyskach afrykańskich w 2019. Wicemistrz igrzysk frankofońskich w 2023. Brązowy medalista mistrzostw Afryki w 2017 i 2019 roku.